# Terremoto de Oklahoma de 2016
El terremoto de Oklahoma de 2016 fue un terremoto de magnitud 5,8 que se produjo cerca de Pawnee, Oklahoma el 3 de septiembre de 2016 a las 07:02 hora local. Es el terremoto más fuerte registrado en la historia del estado. Está ligado con el terremoto de Virginia 2011 como el más fuerte en el centro y este de los Estados Unidos en los 70 años anteriores. El sismo inicial fue seguido por nueve réplicas locales entre las magnitudes 2,6 ML y 3,6 ML en tres horas y media. Algunos informes de prensa indicaron que el sismo se sintió tan al sur como San Antonio, Texas, hasta el norte de Fargo, Dakota del Norte, hasta el este de Memphis, Tennessee, y tan al oeste como Gilbert, Arizona. El terremoto causó moderados a severos daños alrededor del epicentro, especialmente en Pawnee, donde varios edificios fueron dañados. Los daños se registraron a 300 millas de Pawnee en el área de Kansas City en el Condado de Wyandotte, el juzgado de Kansas sufrió una fisura desde el techo hasta el suelo. Una persona resultó herida en Pawnee.

## Descripción
El terremoto fue el más grande jamás registrado en el estado, superando sustancialmente un terremoto de magnitud 5,1 MW que afectó a cerca de Fairview en febrero de 2016 y un poco más potente que el terremoto de magnitud 5,7 MW de Oklahoma de 2011 en Praga, Oklahoma. Se produjo en medio de un aumento significativo de terremotos inducidos en el centro y este de Estados Unidos durante los siete años anteriores. Oklahoma, en particular, las tasas de terremoto registraron un incremento de más de doscientas veces entre 2009 y 2016, a partir de una media de fondo de uno a tres por año, entre 1975 y 2008. Se experimentó 585 sismos de magnitud 3 y más grande, en 2014, en comparación con solo 100 en 2013. Esto fue más de tres veces el número experimentada por actividad sísmica de California en el año 2014.

## Consecuencias
Tras el terremoto, Nación Pawnee declaró el estado de emergencia y ha cerrado varias de sus edificios hasta que el daño sea examinado. Reguladores en Oklahoma ordenaron cerrar 37 pozos del petróleo y aguas residuales de producción de gas natural en la zona del terremoto. El gobernador de Oklahoma, Maria Fallin, declaró el estado de emergencia para el condado de Pawnee, donde se localizó el peor de los daños. Treinta y dos pozos adicionales eran apagado por la Agencia de Protección del Medio Ambiente, ya que se determinó que se encuentra demasiado cerca de la falla recientemente descubierta del terremoto ocurrido.
Una persona resultó herida como consecuencia del sismo: en Pawnee, un hombre fue alcanzado por una chimenea caída.